# Der Räuberbräutigam

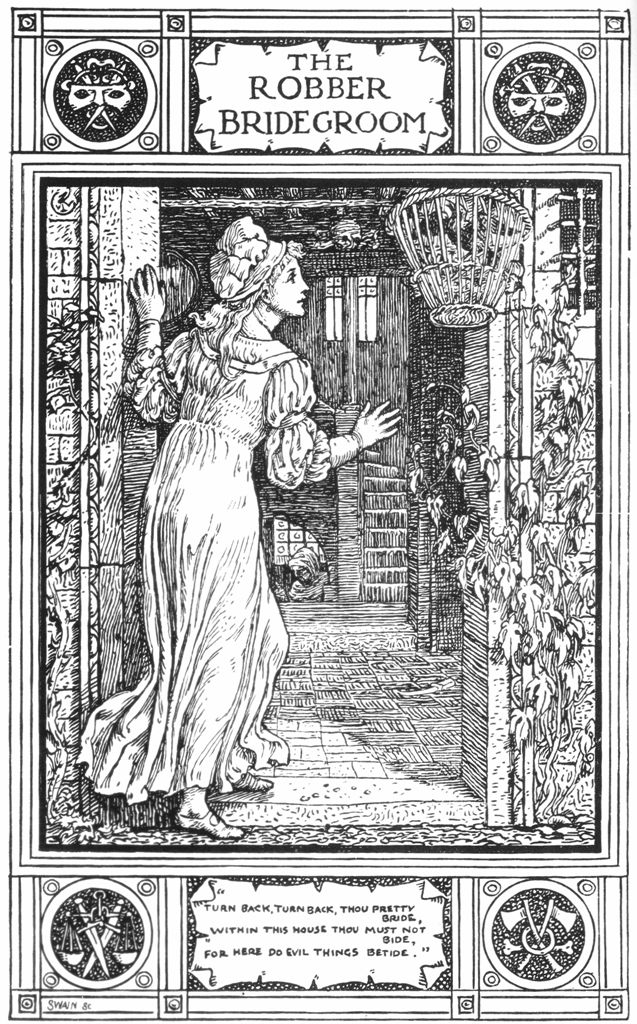
Illustration von Walter Crane, 1886

Der Räuberbräutigam ist ein Märchen (ATU 955). Es steht in den Kinder- und Hausmärchen der Brüder Grimm an Stelle 40 (KHM 40).

## Inhalt (ab der 2. Auflage)

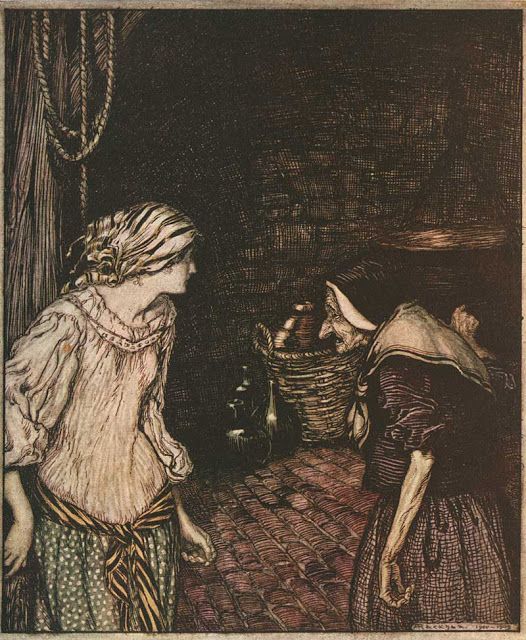
Illustration von Arthur Rackham, 1909

Ein Müller verspricht seine Tochter einem reichen Mann. Er ist ihr aber nicht geheuer. Er besteht darauf, dass sie ihn in seinem Haus im Wald besucht. Auf ihre Ausreden erwidert er, er habe die Gäste schon eingeladen, und er werde ihr Asche auf den Weg streuen, damit sie ihn finde. Das ängstliche Mädchen folgt dem so bezeichneten Weg und streut dazu Erbsen und Linsen aus. Es erreicht das Haus abends. Drinnen ruft ihm ein Vogel zweimal zu: Kehr um, kehr um, du junge Braut, du bist in einem Mörderhaus. Im Keller ist eine alte Frau, die ihr erklärt, dass die Räuber sie zerhacken, kochen und essen wollen. Sie versteckt sie hinter einem Fass. Die Räuber kommen und bringen eine Jungfrau mit, geben ihr weißen, roten und gelben Wein, reißen ihr die Kleider ab, zerhacken sie und streuen Salz darüber. Als einer ihr einen goldenen Ring vom Finger hackt, springt dieser hinter das Fass, aber die Alte hält die Räuber mit dem Essen davon ab, dort zu suchen, und gibt ihnen einen Schlaftrunk in den Wein. Die Braut steigt vorsichtig über die Schlafenden und flieht mit der Alten. Die Asche hat der Wind weggeweht, aber die Erbsen und Linsen haben gekeimt und zeigen ihr den Weg zu ihrem Vater, dem sie alles erzählt. Auf der Hochzeit erzählt sie vor dem Bräutigam und allen Verwandten des Vaters ihre Geschichte, als wenn sie sie nur geträumt hätte, und zeigt dann den abgehackten Finger mit dem Ring. Die Gäste halten den Räuber fest. Er und die Bande werden gerichtet.

## Herkunft

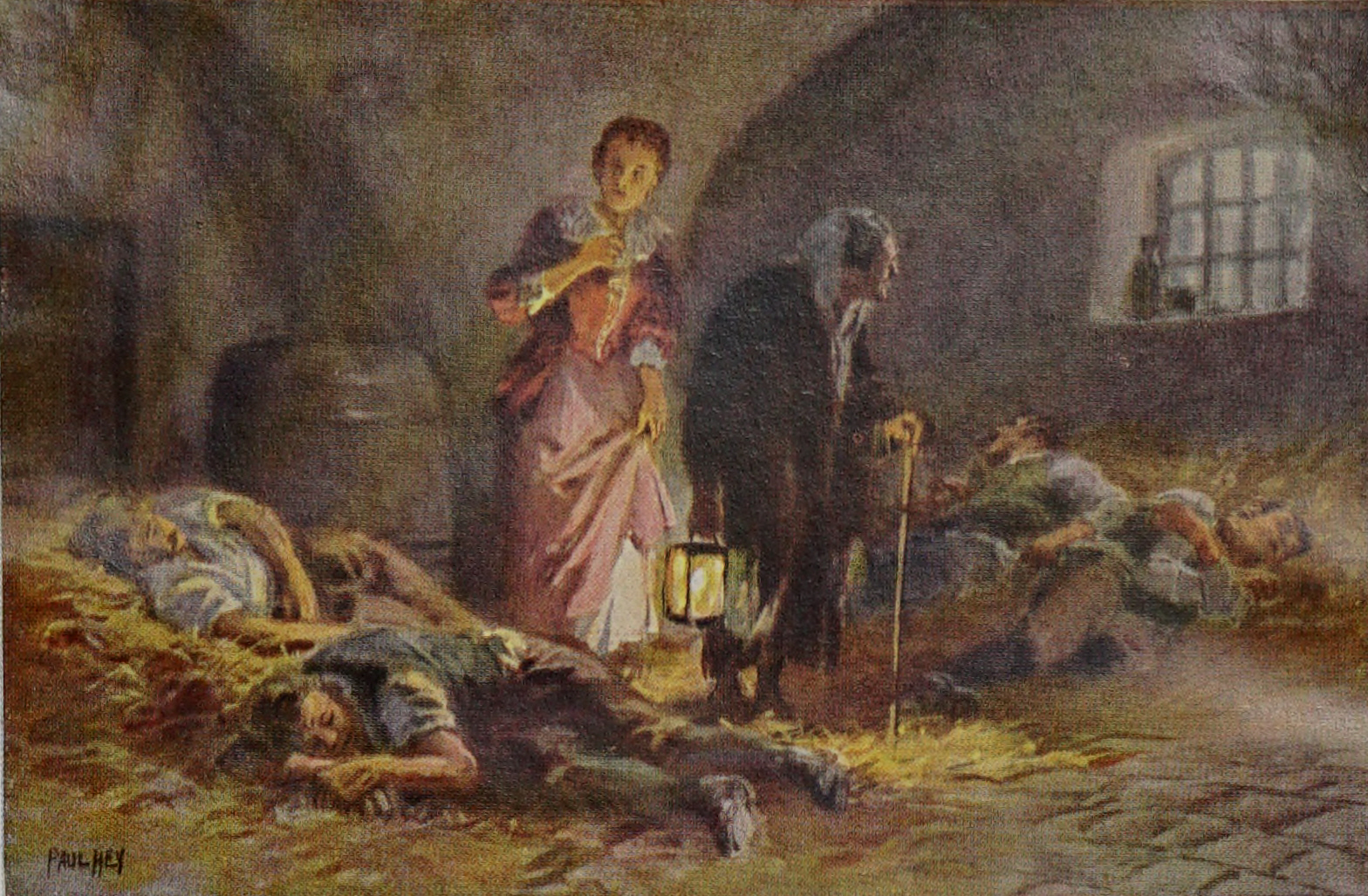
Illustration von Paul Hey, 1939

Das Märchen steht in den Kinder- und Hausmärchen der Brüder Grimm ab der 1. Auflage von 1812. Als Quelle nennt ihre Anmerkung „zwei Erzählungen aus Niederhessen“ und erwähnt eine dritte „unvollständigere aus den Maingegenden“ (Marie Hassenpflug), wobei v. a. die Art der Wegbezeichnung variiert, weiter Karoline Stahls „die Müllerstöchter (s. unten)“, Meier Nr. 63, Pröhles „Märchen für die Jugend“ Nr. 33, dänisch Thiele „2, S. 12. 13“, ungarisch „Streit S. 45.“ 
Die Fassung nach Marie Hassenpflug findet sich schon in Grimms handschriftlicher Urfassung von 1810, und schon vorher hatte Clemens Brentano sich Stichworte zu einem ähnlichen Text notiert. Ab der 2. Auflage wurde Hassenpflugs Text durch die niederhessischen Erzählungen ersetzt.

## Vergleiche
- verlorene Spur im Wald: KHM 15 Hänsel und Gretel, KHM 169 Das Waldhaus; Theseus und Minotaurus.
- warnender Vogel: angedeutet in KHM 15 Hänsel und Gretel, KHM 69 Jorinde und Joringel.
- Mörderhaus: KHM 22 Das Rätsel, KHM 29 Der Teufel mit den drei goldenen Haaren, KHM 46 Fitchers Vogel, KHM 120 Die drei Handwerksburschen, KHM 125 Der Teufel und seine Großmutter, KHM 165 Der Vogel Greif, KHM 199 Der Stiefel von Büffelleder, KHM 43a Die wunderliche Gasterei, KHM 59a Prinz Schwan, KHM 70a Der Okerlo, KHM 73a Das Mordschloß.
- finsteres Haus im Wald: KHM 9 Die zwölf Brüder, KHM 13 Die drei Männlein im Walde, KHM 22 Das Rätsel, KHM 31 Das Mädchen ohne Hände, KHM 53 Schneewittchen, KHM 68 De Gaudeif un sien Meester, KHM 93 Die Rabe, KHM 123 Die Alte im Wald, KHM 125 Der Teufel und seine Großmutter, KHM 127 Der Eisenofen, KHM 163 Der gläserne Sarg, KHM 169 Das Waldhaus.

Vgl. in Giambattista Basiles Pentameron IV,6 Die drei Kronen, V,9 Die drei Zitronen. Vgl. Der goldne Rehbock und Die schöne junge Braut in Ludwig Bechsteins Deutsches Märchenbuch sowie Die hoffärtige Braut und Das goldene Ei der Ausgabe von 1845, zum Vogelvers Star und Badewännlein.

## Adaptionen
Eudora Welty schrieb einen Roman The Robber Bridegroom, 1942. Alfred Uhry und Robert Waldman machten daraus ein gleichnamiges Musical, 1975. Von Margaret Atwood ist ein Roman The Robber Bride, 1993 (deutsch: Die Räuberbraut, 1994). Norman Partridges Mr. Fox in The Man With the Barbed Wire Fists und in Mr. Fox and Other Feral Tales spielt in moderner Zeit. Darauf beruht Neil Gaimans Kurzgeschichte The White Road in Smoke and Mirrors, 1998. Mr. Fox ist auch die Titelfigur eines Romans von Helen Oyeyemi, 2011. In der US-Comicserie Grimm Fairy Tales ist The Robber Bridegroom Nr. 6. Die NDH-Band Ost+Front thematisiert in ihrem Lied Die Räuber auf dem Album Dein Helfer in der Not lose die Geschichte vom Räuberbräutigam.